# مجلس الوزراء الكويتي 2013
مجلس الوزراء الكويتي 2013 أو الوزارة الـ33 في الكويت هي الوزارة رقم (33) في الكويت منذ الاستقلال عام 1961م وتشكلت بتاريخ 4 أغسطس 2013م برئاسة سمو الشيخ جابر مبارك الحمد الصباح، وقد أجري عليها تعديلاً وزارياً موسعاً بتاريخ 6 يناير 2014م.

## خلفية
- بعد انتخابات مجلس الأمة 2013 قدمت الحكومة استقالتها بتاريخ 28 يوليو 2013م وقُبلت بأمر أميري.[2]
- بتاريخ 29 يوليو 2013م صدر أمر أميري بتعيين سمو الشيخ جابر مبارك الحمد الصباح رئيساً لمجلس الوزراء وتكليفه بتشكيل الحكومة الجديدة.[3]
- بتاريخ 4 أغسطس 2013م صدر مرسوم أميري بتشكيل الوزارة[4]، وأدت الوزارة اليمين الدستورية أمام سمو أمير البلاد الشيخ صباح الأحمد الجابر الصباح في اليوم ذاته.[5]
- بتاريخ 5 يناير 2014م صدر مرسومين أميريين بقبول استقالة سبع وزراء وتعديلات في مناصب الوزراء وتعيين سبع وزراء.[6]
- أُجريت تعديلات وزارية بتاريخ 25 أكتوبر 2014م [7]، وتاريخ 17 مايو 2015م[8]، وتاريخ 24 مايو 2015م.[9]

## التشكيل الوزاري

### التشكيل الأول (2013)
| الحقيبة الوزارية                                                 | الوزير                          |
| ---------------------------------------------------------------- | ------------------------------- |
| رئيس مجلس الوزراء                                                | جابر مبارك الحمد الصباح         |
| نائب رئيس مجلس الوزراء وزير الخارجية                             | صباح خالد الحمد الصباح          |
| نائب رئيس مجلس الوزراء وزير الداخلية                             | محمد خالد الحمد الصباح          |
| نائب رئيس مجلس الوزراء وزير النفط                                | مصطفى جاسم الشمالي              |
| نائب رئيس مجلس الوزراء وزير المالية                              | سالم عبدالعزيز السعود الصباح    |
| نائب رئيس مجلس الوزراء وزير الدفاع                               | الفريق م. خالد الجراح الصباح    |
| وزير التجارة والصناعة                                            | أنس خالد الصالح                 |
| وزير الشؤون الاجتماعية والعمل                                    | ذكرى عايد الرشيدي               |
| وزير الدولة لشؤون مجلس الأمة ووزير الدولة لشؤون التخطيط والتنمية | د. رولا عبدالله دشتي            |
| وزير الدولة لشؤون الإسكان ووزير الدولة لشؤون البلدية             | سالم مثيب أحمد الأذينة          |
| وزير الإعلام ووزير الدولة لشؤون الشباب                           | سلمان صباح سالم الحمود الصباح   |
| وزير العدل ووزير الأوقاف والشؤون الإسلامية                       | شريدة عبدالله المعوشرجي         |
| وزير الأشغال العامة ووزير الكهرباء والماء                        | عبد العزيز عبد اللطيف الإبراهيم |
| وزير المواصلات                                                   | عيسى أحمد الكندري               |
| وزير الدولة لشؤون مجلس الوزراء ووزير الصحة                       | محمد عبدالله المبارك الصباح     |
| وزير التربية ووزير التعليم العالي                                | د. نايف فلاح الحجرف             |

### التشكيل الثاني (2014)
| الحقيبة الوزارية                                                  | الوزير التشكيل (2014)           | الوزير التعديل الأول (2014) |
| ----------------------------------------------------------------- | ------------------------------- | --------------------------- |
| رئيس مجلس الوزراء                                                 | جابر مبارك الحمد الصباح         | --                          |
| النائب الأول لرئيس مجلس الوزراء وزير الخارجية                     | صباح خالد الحمد الصباح          | --                          |
| نائب رئيس مجلس الوزراء وزير الداخلية                              | محمد خالد الحمد الصباح          | --                          |
| نائب رئيس مجلس الوزراء وزير الدفاع                                | الفريق م. خالد الجراح الصباح    | --                          |
| نائب رئيس مجلس الوزراء وزير التجارة والصناعة                      | د. عبدالمحسن مدعج المدعج        | --                          |
| وزير المالية                                                      | أنس خالد الصالح                 | --                          |
| وزير الإعلام ووزير الدولة لشؤون الشباب                            | سلمان صباح سالم الحمود الصباح   | --                          |
| وزير الأشغال العامة ووزير الكهرباء والماء                         | عبد العزيز عبد اللطيف الإبراهيم | --                          |
| وزير التربية ووزير التعليم العالي                                 | أحمد عبدالمحسن المليفي          | بدر العيسى                  |
| وزير الصحة                                                        | د. علي سعد العبيدي              | --                          |
| وزير المواصلات ووزير الدولة لشؤون البلدية                         | عيسى أحمد الكندري               | --                          |
| وزير الدولة لشؤون مجلس الوزراء                                    | محمد عبدالله المبارك الصباح     | --                          |
| وزير النفط ووزير الدولة لشؤون مجلس الأمة                          | د. علي صالح العمير              | --                          |
| وزير العدل ووزير الأوقاف والشؤون الإسلامية                        | د. نايف محمد العجمي             | يعقوب عبدالمحسن الصانع      |
| وزير الشؤون الاجتماعية والعمل ووزير الدولة لشؤون التخطيط والتنمية | هند الصبيح                      | --                          |
| وزير الدولة لشؤون الإسكان                                         | ياسر حسن أبل                    | --                          |

### التشكيل الثالث (2015)
| الحقيبة الوزارية                                                  | الوزير                        |
| ----------------------------------------------------------------- | ----------------------------- |
| رئيس مجلس الوزراء                                                 | جابر مبارك الحمد الصباح       |
| النائب الأول لرئيس مجلس الوزراء وزير الخارجية                     | صباح خالد الحمد الصباح        |
| نائب رئيس مجلس الوزراء وزير الداخلية                              | محمد خالد الحمد الصباح        |
| نائب رئيس مجلس الوزراء وزير الدفاع                                | الفريق م. خالد الجراح الصباح  |
| نائب رئيس مجلس الوزراء وزير المالية                               | أنس خالد الصالح               |
| وزير الإعلام ووزير الدولة لشؤون الشباب                            | سلمان صباح سالم الحمود الصباح |
| وزير الصحة                                                        | علي العبيدي                   |
| وزير المواصلات ووزير الدولة لشؤون البلدية                         | عيسى أحمد الكندري             |
| وزير الدولة لشؤون مجلس الوزراء                                    | محمد عبدالله المبارك الصباح   |
| وزير النفط ووزير الدولة لشؤون مجلس الأمة                          | د. علي صالح العمير            |
| وزير الشؤون الاجتماعية والعمل ووزير الدولة لشؤون التخطيط والتنمية | هند الصبيح                    |
| وزير الدولة لشؤون الإسكان                                         | ياسر حسن أبل                  |
| وزير التربية ووزير التعليم العالي                                 | بدر العيسى                    |
| وزير العدل ووزير الأوقاف والشؤون الإسلامية                        | يعقوب عبدالمحسن الصانع        |
| وزير الأشغال العامة ووزير الكهرباء والماء                         | أحمد خالد أحمد الجسار         |
| وزير التجارة والصناعة                                             | يوسف محمد العلي               |